# Andrei Borissov
Andrei Borissov (Tallinn, 1º agosto 1969) è un allenatore di calcio ed ex calciatore estone, fino al 1991 sovietico, difensore del Maardu.

## Caratteristiche tecniche
Difensore centrale, può essere schierato anche come centrocampista centrale o mediano.

## Carriera

### Club
Coi club ha vinto 5 campionati estoni, due con il Norma (1992 e 1993), due con il Lantana (1996 e 1997) e uno con il TVMK (2005) e 3 coppe nazionali (1994, 2003 e 2006). Ha giocato più di 600 partite di calcio, la maggior parte nella massima serie estone, segnando 99 reti.

### Nazionale
Il 20 febbraio 1993 debutta con la Nazionale estone contro la Finlandia (0-0). Gioca tutti gli incontri con la Nazionale nell'anno 1993.

## Palmarès

### Club

#### Competizioni nazionali
- Campionato estone: 5

Norma Tallinn: 1992, 1992-1993
Lantana Tallinn: 1995-1996, 1996-1997
TVMK Tallinn: 2005
- Coppa d'Estonia: 3

Norma Tallinn: 1993-1994
TVMK Tallinn: 2002-2003, 2005-2006